# A love like yours (don't come knocking everyday)
A love like yours (don't come knocking everyday) is een nummer dat Martha & The Vandellas in 1963 uitbrachten op de B-kant van hun single Heat wave. Het nummer verscheen hetzelfde jaar op hun album Come and get these memories.
In het lied prijst een vrouw haar geliefde omdat hij van haar is blijven houden nadat ze zijn hart heeft gebroken en hem verdrietig heeft gemaakt, en - in plaats van haar pijn terug te doen - haar vertelt dat hij van haar houdt. Het werd geschreven door het schrijverstrio Holland-Dozier-Holland.
Het nummer werd in de loop van de jaren telkens weer opnieuw opgenomen, zoals door The Cats die in 1984. De single bereikte de hitlijsten niet en kreeg voor de Single Top 100 slechts de Single Tip-notering; op de B-kant stond het nummer Classical waves.
A love like yours werd verder nog gecoverd door Manfred Mann (album My little red book of winners!, 1965), Dusty Springfield (album It begins again, 1978) en Anny Schilder (album Anny en ik, 2007). Ook bracht Kim Weston het in 1966 nogmaals uit, op de B-kant van haar single Helpless, toen zij verder was gegaan als solozangeres.
Ike & Tina Turner waren in 1966 de enigen die het nummer op een A-kant van een single uitbrachten. In Nederland stond het nummer één week op nummer 38 in de Top 40 en verscheen het verder op hun album River deep – Mountain high. Het belandde niet in de Billboard Top 100, maar wel in de Britse top, waar het een nummer 16-notering behaalde.